# Ozolnieki (novads)
Ozolnieki est un novads de Lettonie, situé dans la région de Zemgale. En 2013, sa population est de 10 538 habitants.